# Heroes of Gaia
Jogo online da produtora SnailGame, hospedado no site Kongregate.
É baseado na série Heroes of Might and Magic e em jogos online como o Travian.

## Ligações Externas
Heroes of Gaia